# Toga pretexta

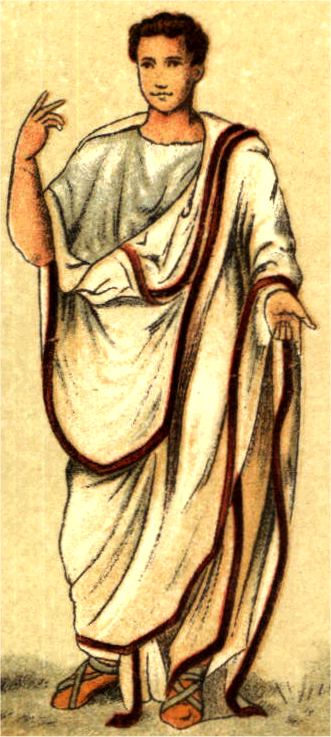
Toga praetexta

La toga pretexta o praetexta, blanca con el borde púrpura, era un tipo de toga utilizada por los antiguos romanos en las grandes ocasiones.
Tenían derecho a llevarla los niños (menores de dieciséis años), los senadores y los que hubieran alcanzado una alta magistratura (sentándose en una silla curul).
Era de lana y se tejía en la propia casa.